# Aztekium
Genul Aztekium cuprinde trei specii de cactusi globulari de dimensiuni mici. A fost descoperit în 1929 de către F. Ritter, în Rayones, Nuevo León, Mexic, acest gen era considerat a fi monotipic (cu Aztekium ritteri ). O  a doua specie ( Aztekium hintonii ) a fost descoperită de George S. Hinton, în Galeana, Nuevo León 1991. Încă o specie, Aztekium valdezii, a fost descoperită în 2011 de MA Alvarado Vázquez în Munții Orientali Sierra Madre din Nuevo León; numele a fost publicat în mod oficial în 2013,  însă la momentul actual numele nu este acceptat de surse secundare, cum ar fi Lista plantelor .  Unii cercetători propun includerea plantei Geohintonia mexicana în genul Aztekium și redenumirea în Aztekium mexicanum. 

## Descriere
Aztekium ritteri este o plantă mică, în jur de 20 mm diametru, cu 9 - 11 coaste, traversate de multe riduri orizontale. Culoarea variază de la verde deschis la gri-verde. Partea apicală a cactusului e acoperită cu puf alb. Florile sunt mici, sub 10 mm în diametru, cu petale albe și sepale roz. Aztekium produce fructe mici, ca niște pomușoare roz. A. hintonii este mai mare, de până lă10 cm în diametru, 10 - 18 coaste groase, flori magenta la 3   cm. Cultivă numai pe ghips . A. valdesii crește până la 6 ani cm în diametru, are 5 coaste groase și are semințe nuanțat deosebite celelalte două specii de Aztekium. 

## Etimologie
Numele Aztekum provine de la numele poporului aztec, datorându-se asemănării dintre forma Aztekium ritteri și anumite sculpturi aztece.     

## Distribuire
Genul Aztekium este endemic statului Nuevo León din Mexic. După unele estimări, în trecut efectivul A. hintonii în habitat era de zeci milioane de plante, iar în prezent cea mai mare parte a arealului este curat. Deși A. ritteri a fost colectat în decurs de zeci de ani și a fost distrus habitatul, numărul de plante în areal este estimat la câteva milioane.     

## Listă de specii
Aztekium ritteri
Aztekium hintonii
Aztekium valdezii
Unii botaniști propun trecerea speciei Geohintonia mexicana în genul Aztekium, sub denumirea de Aztekium mexicanum.

## Cultivare
Speciile de Aztekium sunt complicate în cultivare, în special în primii ani de viață. Rata de creștere este lentă, iar greșelile de cultivare duc la pierderea lor. La vârsta de după trei ani, când plantele au încep a avea 3 mm în diametru și rădăcini proprii, cultivarea lor nu mai prezintă o problemă. Unica problemă fiind doar creșterea lentă. Ele sunt de obicei propagate prin semințe. Semințele proaspete au rată înaltă de încolțire, de aproape 100%. Cel mai des se recurge la altoirea puieților pentru a grăbi creșterea și a reduce riscul de pierdere.